# Bticino
BTicino (транслитерируется как «Битичи́но») — крупная итальянская компания, производитель дизайнерской электрофурнитуры, низковольтного электрооборудования, а также систем контроля и управления. С 1989 года входит в группу Legrand.

## История компании[1]
1936: Год основания компании "Ticino Electric Switches" братьями Арнальдо Луиджи и Эрманно Бассани. Первоначально компания специализировалась на выпуске металлических счетчиков различного назначения
1948: Компания сконцентрировалась на выпуске электротехнических компонентов, активно участвуя в послевоенной реконструкции
1974: Компания изменила своё имя на "Bassani Ticino" и стала первой итальянской компанией, которая предлагала полный спектр электротехнических изделий для всех отраслей
1989: Компания вошла в состав группы Legrand и изменила своё название на BTicino
2001: Запуск системы домашней автоматизации MyHome, основанной на протоколе SCS
2006: Опубликован протокол OpenWebNet, предназначенный для интеграции системы MyHome с  решениями от других производителей

## Основная деятельность
Сегодня компания производит широкий ассортимент электротехнического оборудования для жилого и промышленного секторов. В перечень продукции входят: классическая электроустановка (выключатели, розетки), защитно-коммутационное оборудование (УЗО, автоматы, реле), системы домофонии и контроля доступа, система домашней автоматизации MyHome. Производственные мощности компании сосредоточены на 13 заводах в различных странах, на которых занято около 5 тыс. человек.